# U-97号潜艇 (1917年)
陛下之97号潜艇是德意志帝国海军建造的一艘中型潜艇或称U艇。它由基尔的日耳曼尼亚船厂承建，于1917年4月4日下水，至同年5月16日交付使用。U-97号是在第一次世界大战期间服役的329艘德国潜艇之一，曾参加过大西洋潜艇战。在其五次巡逻中，共击沉协约国或中立国的3艘商船（622总吨）和1艘辅助军舰（1467总吨）。战后，U-97号在移交法国投降的途中，于1918年11月21日在北海意外沉没。

## 设计
第一次世界大战爆发后，为了满足潜艇破交战的作战需求，德意志帝国海军潜艇局（U-Boot-Inspektion）在U-43号（战时动员型）的基础上，研发出了一种技术上更为成熟的中型双壳体远洋潜艇。其排水量适中、性能均衡，非常适合北海和英国周边海域的作战环境。海军为此共计批出34艘订单，战术编号使用U-81至U-114号。实战证明，这一系列的潜艇具有出色的航海能力和稳定的耐用性，它们的许多布置也对后世IX級潛艇和国外一些潜艇的设计产生了影响。
U-97号是由基尔日耳曼尼亚船厂承建的第二批次（U-93至U-98号）的五号艇。从这一批次开始，设计部门对艇体线形进行了优化，步行甲板扶手被取消，侧面舷墙降低高度后与艇体外壳融为一体，有效改善了潜艇的机动性能。同时，其排水量、长度、航速和船员编制等方面相较于该厂的前一批次产品（U-81至U-86号）均有所提高，惟续航里程略为缩短。该艇的水上和水下排水量分别为837吨和998吨。其全长71.55米；舷宽6.30米，当中的耐压壳体宽为4.15米；有3.94米的吃水深度。艇只搭载有可在水上使用的两台猛狮六缸四冲程柴油发动机，总功率为2,300匹公制馬力（1,692千瓦特）；以及可在水下使用的西门子-舒克特双电动发电机，总功率为1,200匹公制馬力（883千瓦特）。这些发动机用以驱动双轴、每根轴各一个的直径1.66米长螺旋桨。它的潜航深度为50米。
U-97号在水上的最高速度达16.9節（31.3每小時），在水下的最高航速则为8.6節（15.9每小時）。它可以8節（15每小時）的速度在水上巡航8,290海里（15,350），或以5節（9.3每小時）的速度在水下巡航47海里（87）。该艇装备了六具直径为500毫米的鱼雷发射管，其中艇艏四具、艉部两具，并可合共携带至多16枚鱼雷；作为辅助武器的甲板炮则是一门88毫米30倍径速射炮和一门105毫米45倍径速射炮。其标准船员编制为4名军官及32名水兵。

## 历史
U-97号是由德意志帝国海军作为F项战时订单（Kriegsauftrag F）的一部分，于1915年9月15日向基尔的日耳曼尼亚船厂订购，建造编号为261。艇体自1916年3月25日开建，1917年4月4日下水，至同年5月16日在首任艇长、海军上尉胡戈·施密特的指挥下正式交付使用。继施密特之后，奥托·温舍上尉（1917年10月14日－1918年1月12日）和汉斯·冯·莫尔上尉（1918年1月13日－11月11日）也曾担任过该艇指挥官。完成海试后，U-97号自1917年8月下旬起被编入分驻埃姆登和博尔库姆的第四潜艇区舰队服役，并一直隶属于该部队直至战争结束。
第一次世界大战期间，U-97号曾在北大西洋东部完成了四次巡逻；共计击沉容积总吨为622吨的3艘协约国或中立国商船，以及1艘容积总吨为1467吨的英国海军Q船。其第一次远程巡逻于1917年9月5日至23日进行，并驶入了苏格兰附近的明奇海峡。但在启程后不久，该艇便被一枚屏障水雷轻微致损。由于不断漏油，施密特上尉在抵达作战区域仅四天后便下令返航。期间在1917年9月18日，一艘英国潜艇曾向U-97号发射了两枚鱼雷，但都未能命中目标。而英国潜艇则通过下潜躲过了U-97随后的甲板炮反击。
被U-97号击沉的最大型船舶是载重为1467总吨的英国Q船，这艘诱饵船是在1918年2月11日于德罗赫达以东约25海里（46）处中鱼雷沉没，导致46名船员遇难，2人被俘。这也是U-97号对军用船舶取得的唯一战功。而1917年11月22日在巴德西岛西南部海域遇袭的英国货轮哈特兰号（Hartland）甚至更大，也有2名船员在此过程中遇难；但这艘容积总吨为4785吨的轮船却并未沉没，并得以拖曳回港。
U-97号在战争中幸存了下来，没有被击沉。战后，根据对德停战协议的要求，它应移交战胜国正式受降。然而在移交法国的转运途中，U-97号于1918年11月21日在北海发生意外，导致艇只沉没。其沉没地点大致位于53°25′N 3°10′E / 53.417°N 3.167°E处。

## 袭击历史摘要
| 日期           | 船名          | 船籍         | 吨位 （容积总吨） | 结局 |
| -------------- | ------------- | ------------ | ----------------- | ---- |
| 1917年11月22日 | 科诺威号      | 英国         | 86                | 击沉 |
| 1917年11月22日 | 埃尔斯纳号    | 英国         | 335               | 击沉 |
| 1917年11月22日 | 哈特兰号      | 英国         | 4785              | 击伤 |
| 1918年2月11日  |  | 英國皇家海軍 | 1467              | 击沉 |
| 1918年6月2日   | 百眼巨人号    | 丹麦         | 201               | 击沉 |

## 脚注
1. 1 2  Helgason, Guðmundur. . German and Austrian U-boats of World War I - Kaiserliche Marine - Uboat.net.   [2021-12-02].
2. ↑  Gröner 1991，第12-14頁.
3. 1 2  Helgason, Guðmundur. . German and Austrian U-boats of World War I - Kaiserliche Marine - Uboat.net.   [2015-01-21].
4. 1 2  Helgason, Guðmundur. . German and Austrian U-boats of World War I - Kaiserliche Marine - Uboat.net.   [2015-01-21].
5. 1 2  Helgason, Guðmundur. . German and Austrian U-boats of World War I - Kaiserliche Marine - Uboat.net.   [2015-01-21].
6. 1 2  陈进，第71頁.
7. ↑  Herzog，第50頁.
8. ↑  Helgason, Guðmundur. . German and Austrian U-boats of World War I - Kaiserliche Marine - Uboat.net.   [2021-11-29].
9. ↑  Herzog，第48頁.
10. 1 2  Gröner 1991，第12–14頁.
11. ↑  Herzog，第139頁.
12. ↑  Herzog，第123頁.
13. ↑  Herzog，第69頁.
14. ↑  Hormann，第19頁.
15. ↑  Helgason, Guðmundur. . German and Austrian U-boats of World War I - Kaiserliche Marine - Uboat.net.   [2021-12-02].
16. ↑  Helgason, Guðmundur. . German and Austrian U-boats of World War I - Kaiserliche Marine - Uboat.net.   [2021-12-02].
17. ↑  Herzog，第91頁.
18. ↑  Helgason, Guðmundur. . German and Austrian U-boats of World War I - Kaiserliche Marine - Uboat.net.   [2015-01-21].